# 響板

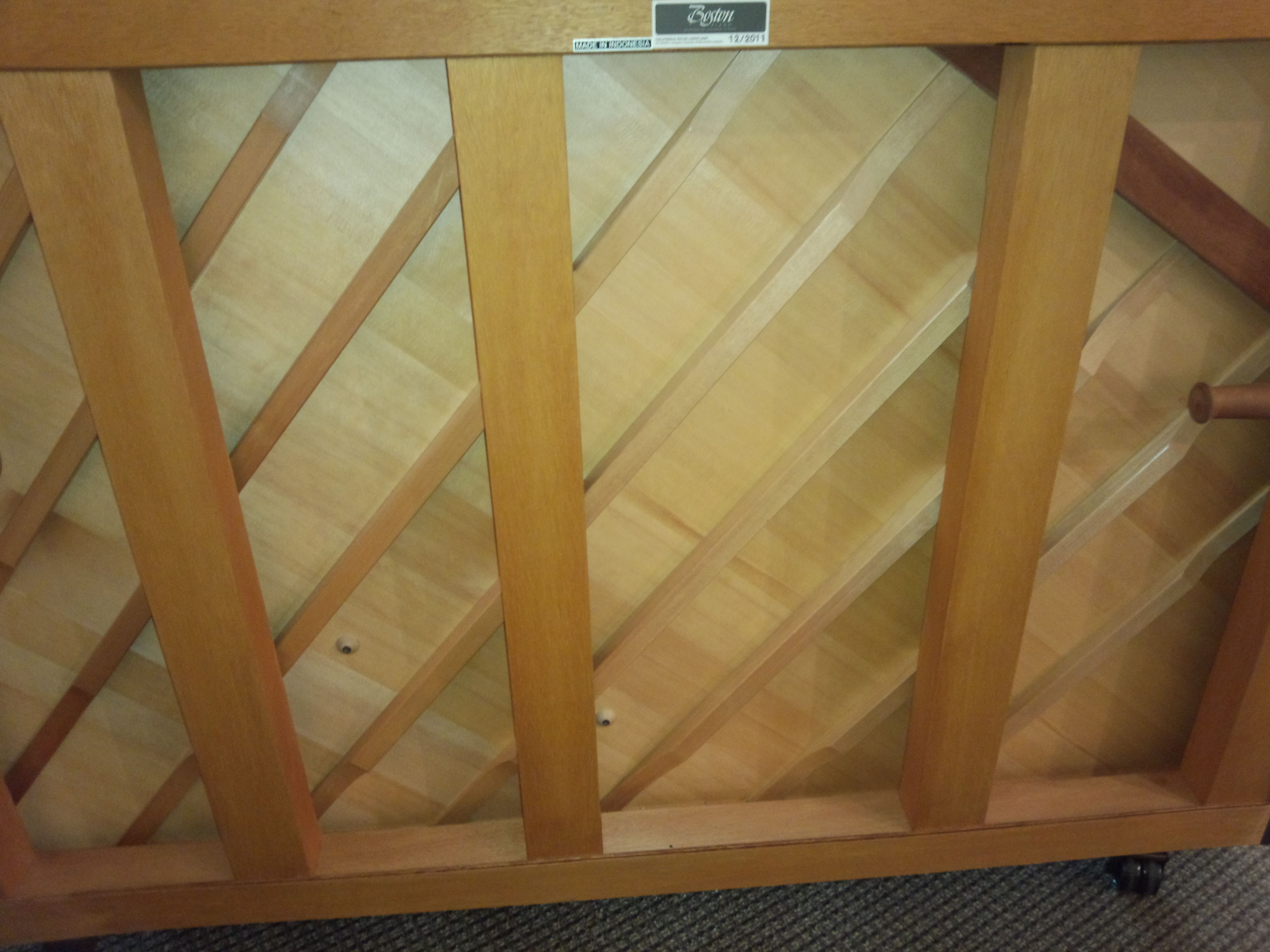
アップライトピアノの裏面。響棒で補強された響板が見える。

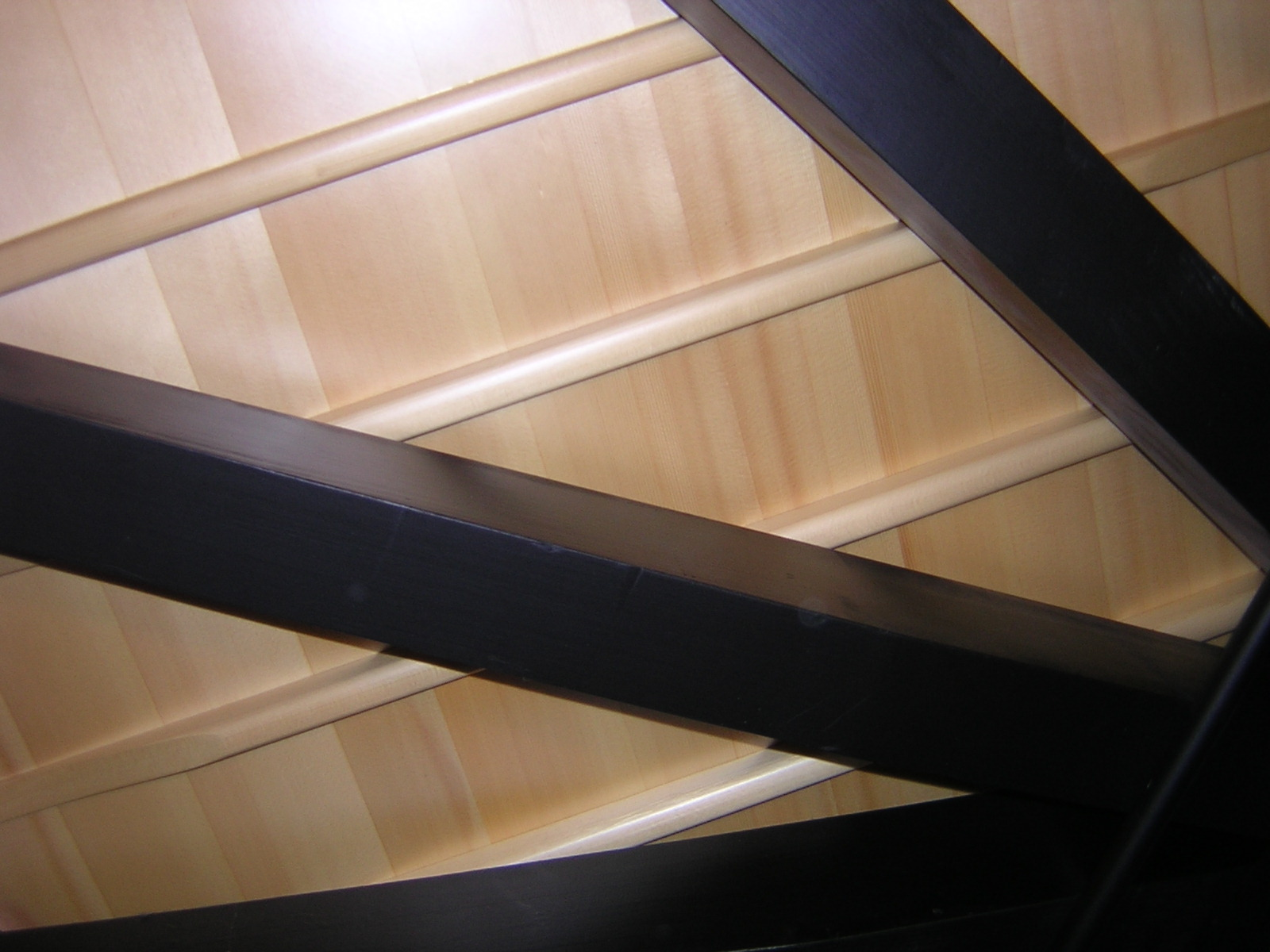
グランドピアノの下側。支柱、響棒、響板が見える。

響板（きょうばん、英: Sound board、独: Resonanzboden）は、グランドピアノまたはアップライトピアノの共鳴体である。厚さが6から13 mmのトウヒ属（スプルース）材から成り、弦の振動を増幅する。その他の楽器の共鳴体とは対照的に、 空洞も響孔も存在しない。

## 機能
弦は響板に糊で接着された1つ以上の駒の上を越える。弦は駒の位置で少し曲がり、圧力をかけるように導かれ、駒は響板に圧力をかける。弦の振動は響板へと伝達され、響板の振動は音として空気中へ放出される。空気中に生み出される音は弦だけの音よりも何倍も強い。
したがって、音に関して決定的な役割を担うのは木材の品質、正確な駒の圧とアーチ形の部分であり、これらはピアノ職人が長年の経験と伝統から真っ先に獲得するものである。

## 生産
軟木の細長い一片（大抵はトウヒ属〔スプルース〕材。例えばオウシュウトウヒ）は木の繊維が駒に正確に平行になるように加工される（柾目の板が使われる）。これらの木片は糊（伝統的には膠）で貼り合わされる。このような訳で、割れを防ぐために長期間保管したスプルース材を使用する必要がある。糊付け後、響板の形に成形され、必要な厚さを達成するために余分な部分が削られる。一定の湿度と温度の条件で再び保管することで寿命が伸びる。多層合板で作られた響板も割れることがないため安定であるが、最適な音を得ることができない。
ヴァイオリンの共鳴胴と同様に、ピアノの響板はアーチ状（むくり）になっている、すなわち、アーチ状の響棒に響板は糊付けされ上方にアーチ状になっている。響棒は響板の木目と直角になるように貼られる。響板はこれによってより高い、制御された弾力性を獲得し、これは改善された音響として現われる。

## 響板割れの影響
上述した様々な工夫にもかかわらず、響板の割れが起こる。割れは楽器を使用不能にするという一般的な判断は、「割れは響板の大きさに対する割れの大きさに比例して（響板が振動できる面積が狭まるため）弦の振動を増幅する能力が小さくなるだけである」という意見に反している。製造業者とピアノ職人は異なる修理方法を提供している。響板割れを防ぐためには適度な湿度が保たれるよう部屋の環境を管理することに特別な注意を払うべきである。

## 新技術
カワイとヤマハは響板を持つデジタルピアノをそれぞれ販売している。カワイのデジタルピアノの上位機種は響板スピーカーと呼ばれるシステムを持っており、トランスデューサー（加振器）が響板を振動させてデジタル音源を再生する。ヤマハが「トランスアコースティックピアノ」と呼ぶアコースティック/デジタルピアノは、デジタルピアノモードに切り替えるとデジタル音源が再生されるが、同様にコイルを介して響板につながったトランスデューサーが響板を振動させる。カワイも響板スピーカーシステムを搭載したハイブリッド消音ピアノを提供している。